# 주사오량

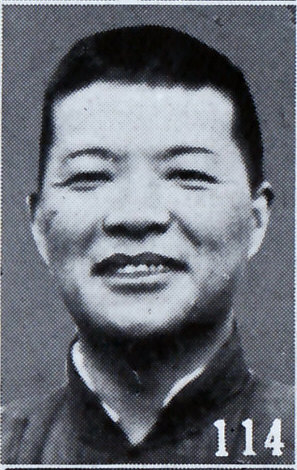
주사오량

주사오량(중국어 정체자: 朱紹良, 간체자: 朱绍良, 병음: Zhū Shàoliáng, 한자음: 주소량, 1891년 10월 28일~1963년 12월 25일)은 중국의 군인이다. 자는 이민(중국어: 一民, 병음: Yīmín, 한자음: 일민)으로 중화민국 대륙 지배기 당시 국민혁명군 소속 장군이다. 중국동맹회 회원 시절부터 장제스의 강력한 지지자 중 한 사람이었으며, 1930~40년대에 장쑤성 정부 주석, 제8전구 사령장관, 푸젠성 정부 주석 등 중국 서북 지역의 정치·군사적 요직을 맡았다.